# Erwin Lauerbach
Erwin Lauerbach (* 9. September 1925 in Niederwerrn; † 21. Februar 2000 in Zell bei Schweinfurt) war ein deutscher Politiker (CSU).

## Leben
Lauerbach wurde im Zweiten Weltkrieg in den Militärdienst eingezogen, wo er als Flugzeugführer tätig war. Lauerbach trat zum 20. April 1943 der NSDAP bei (Mitgliedsnummer 9.522.458). Im April 1945 wurde er so schwer verwundet, dass man ihm unter anderem ein Bein amputieren musste, zudem saß er in sowjetischer Kriegsgefangenschaft. Nach dem Krieg studierte er Philologie, absolvierte das Referendarexamen und war im höheren Lehramt an mehreren Schweinfurter Gymnasien tätig. Er war Präsident des Luftsportverbandes Bayern sowie der Deutschen Liga für Luft- und Raumfahrt und Major der Bundeswehr. Er gehörte dem Deutschen Wissenschaftsrat, dem Deutschen Luftfahrtsrat, dem Fernsehrat des ZDF und dem Organisations-Komitee der Olympischen Sommerspiele 1972 in München an.
Bei der CSU war Lauerbach über Jahre hinweg stellvertretender Bezirksvorsitzender in Unterfranken und gehörte dem Parteiausschuss an. Von 1956 bis 1962 war er Mitglied des Gemeinderats von Zell bei Schweinfurt, 1960 wurde er erstmals in den Kreistag gewählt, wo er auch Fraktionsvorsitzender der CSU war. Am 1. Juli 1960 rückte er für den verstorbenen Erich Rosa in den Bayerischen Landtag nach. Bei den darauf folgenden Wahlen wurde er stets direkt gewählt, sodass er bis 1978 Landtagsabgeordneter war. Sein Stimmkreis hieß zunächst Schweinfurt-Stadt und -Land, dieser ging 1974 im Stimmkreis Schweinfurt-Nord auf. Im Juni 1964 wurde er zum Staatssekretär im Bayerischen Staatsministerium für Unterricht und Kultus im Kabinett Goppel I ernannt, zeitgleich mit der Berufung von Ludwig Huber zum neuen Minister. Lauerbach führte sein Mandat als Staatssekretär auch in den Regierungen Goppel II und Goppel III und damit bis 1974 aus.
Lauerbach wurde am 14. Mai 1965 mit dem Bayerischen Verdienstorden ausgezeichnet.
Erwin Lauerbach war verheiratet und hatte eine Tochter. Seine Enkelin ist die Schauspielerin Mira Mazumdar.